# Cseppfoltos bukkó
A cseppfoltos bukkó (Micromonacha lanceolata) a madarak (Aves) osztályának harkályalakúak (Piciformes) rendjébe, ezen belül a bukkófélék (Bucconidae) családjába tartozó Micromonacha nem egyetlen faja.

## Rendszerezése
A fajt Émile Deville francia zoológus írta le 1849-ben, a Bucco nembe Bucco lanceolata néven.

## Alfajai
- Micromonacha lanceolata lanceolata (Deville, 1849)
- Micromonacha lanceolata austinsmithi Dwight & Griscom, 1924[2]

## Előfordulása
Costa Rica és Panama, valamint Bolívia, Brazília, Ecuador, Kolumbia és Peru területén honos. Az Amazonas-medence nyugati felén az elterjedése, az Amazonas állambeli Purus folyótól egészen a kolumbiai Caquetá folyóig tart. 
Természetes élőhelyei a szubtrópusi és trópusi síkvidéki és hegyi esőerdők, folyók és patakok környékén, valamint másodlagos erdők és ültetvények. Állandó, nem vonuló faj.

## Megjelenése
Testhossza 15 centiméter, testtömege 19-22 gramm. Kis méretű, gömbszerű testalkatú madár. Farktollai keskenyek; csőre középméretű és fekete. A háti része és a feje barna, a szemeinél és a homlokánál rozsdás árnyalattal. A begyi és hasi részei fehérek, függőleges sötét foltszerű csíkokkal; innen ered a neve is. Fekete szemeit, drapp színű szemgyűrűk veszik körül. A szárnyvégi tollai fehéren szegélyezettek.

## Természetvédelmi helyzete
Az elterjedési területe rendkívül nagy, egyedszáma még nagy, de csökken. A Természetvédelmi Világszövetség Vörös listáján nem fenyegetett fajként szerepel.